# Vườn quốc gia Mago
Vườn quốc gia Mago là một trong những vườn quốc gia của Ethiopia. Nằm ở Vùng Các dân tộc Phương Nam cách khoảng 782 km về phía nam của Addis Ababa. Vườn quốc gia này có diện tích 2162 km² và bị sông Mago, một chi lưu của sông Omo, chia tách ra thành hai phần. Ở phía tây là Khu bảo tồn động vật Hoang dã Tama, với sông Tama là ranh giới phân chia giữa hai khu vực. Ở phía nam là Khu vực săn bắn có kiểm soát Murle, được phân cách bởi Hồ Dipa trải dài dọc theo phía bên trái của hạ lưu sông Omo. Văn phòng của vườn quốc gia này cách Omorate 115 km về phía bắc và 26 km tây nam của Jinka. Tất cả các con đường đi và đến vườn này đều bằng đất và không được trải nhựa.
Vườn quốc gia Mago được lập năm 1979, là vườn mới nhất ở quốc gia này. Ở đây có rừng cỏ và đầm lầy, có đỉnh cao ở núi Mago. Trong vườn quốc gia này có dân Mursi sống dọc theo sông Omo, dân tộc này dùng que đâm xuyên môi và chồng nhiều tầng đĩa lên.